# Kim Myŏng-sun
Kim Myŏng-sun (* 20. Januar 1896 in Pjöngjang; † 22. Juni 1951 in Tokio, Japan) war eine südkoreanische Schriftstellerin, Lyrikerin und Schauspielerin.

## Leben
Kim Myŏng-sun (Schriftstellernamen: T’ansil [탄실|彈實] und Mangyangch’o [망양초|望洋草]) wurde am 20. Januar 1896 in Pyöngjang geboren. Nachdem sie von der Chinmyŏng Mädchenschule abgegangen war, debütierte sie 1917 mit der Kurzgeschichte Das zweifelhafte Mädchen (의심의 소녀). Nach ihrem Debüt ging sie ins Ausland, um sich dort weiterzubilden und wurde während ihres Aufenthaltes in Japan aktives Mitglied der Literaturzeitschrift Schöpfung (장초).
Kim war in einer Reihe von Berufen tätig, sie arbeitete gelegentlich als Reporterin für die Maeil Sinbo (매일 신보) und wirkte als Schauspielerin in mehreren Filmen wie z. B. Das Blumenmädchen (꽃 장사) und Die Zeit der Lieder (노래하는 시절) mit. Die letzten Jahre ihres Lebens waren geprägt von Unzufriedenheit und persönlichen sowie beruflichen Enttäuschungen. Sie starb am 22. Juni 1951 in einer Nervenklinik in Aoyama, Tokio.
Kim ist allgemein bekannt als die erste koreanische Frau, die moderne Literatur schrieb. Sie verfasste sowohl Romane wie auch Gedichte. Ihre Lyrik handelt größtenteils von brennender Liebe, der Schönheit der Natur und Erinnerungen an die Vergangenheit. Ihre Romane hingegen untersuchen genauer die innere Welt ihrer weiblichen Protagonisten und zeichnen die Entwicklung der sogenannten Neuen Frau (신 여셩), d. h. gebildeten modernen Frauen zu Beginn des 2. Jh. in Korea. Pioniergeist zeigte sie auch in ihren Bemühungen für die Emanzipation der koreanischen Frauen.

## Arbeiten (Auszug)

### Koreanisch

#### Romane
- 의심의 소녀 Das zweifelhafte Mädchen (1917)
- 창궁 (蒼穹) Himmelsgewölbe (1925)
- 거룩한 노래 Göttliches Lied
- 고구려 성을 찾아서 Auf der Suche nach einem Palast (1933)
- 동경 (憧憬) Sehnsucht
- 옛날의 노래여 Ein Lied aus alten Zeiten
- 언니 오시는 길에 Meine Schwester ist auf dem Weg hierher
- 석공의 노래 Das Lied des Steinmetz
- 시로 쓴 반생기 Mein halbes Leben in Gedichten

#### Gedichtsammlungen
- 생명의 과실 (果實) Die Früchte des Lebens
- 애인의 선물 Das Geschenk des Liebhabers
- 의문 (疑問) 의 소녀 Das problematische Mädchen (1917)
- 칠면조 Truthahn (1921)
- 돌아 볼 때 Wenn ich zurückblicke (1924)
- 탄실이와 주영이 T'ansil und Chuyŏng (1924)
- 꿈 묻는 날 밤 In der Nacht, als ich meinen Traum begrub (1925)
- 손님 Der Gast (1926)
- 나는 사랑한다 Ich liebe (1926)
- 모르는 사람같이 Wie ein Fremder (1929)

### Übersetzungen

#### Englisch
- A Girl of Mystery, in Questioning Minds: Short Stories by Modern Korean Women Writers, Univ. of Hawaii Press (2010) ISBN 9780-8248-3409-8